# Phalacrus acaciae
Phalacrus acaciae là một loài bọ cánh cứng trong họ Phalacridae. Loài này được Montrouzier miêu tả khoa học năm 1861.